# Junqueira Freire
Luís José Junqueira Freire (Salvador, 31 de dezembro de 1832 — Salvador, 24 de junho de 1855) foi um poeta e monge beneditino brasileiro, considerado um dos principais representantes da segunda geração do romantismo no Brasil. Sua obra relaciona-se com a sua vida monástica, focando na sua religiosidade, na sua frustração com o mundo monástico e nos seus desejos reprimidos. É o patrono da cadeira 25 da Academia Brasileira de Letras, fundada por Franklin Dória.

## Biografia
Freire nasceu no dia 31 de dezembro de 1832, na cidade de Salvador, filho de José Vicente de Sá Freire e Felicidade Augusta Junqueire. Por questões de saúde, fez seus estudos primários de maneira irregular, e, em 1849, matriculou-se no Liceu Provincial. Em 1851, ingressou na Ordem dos Beneditinos, adotando o nome de Frei Luís de Santa Escolástica Junqueira Freire e lecionando como professor.
Arrependido dos seus votos, pediu, em 1853, a secularização, para livrar-se do monastério, embora permanecendo sacerdote. Recolheu-se à sua casa, onde escreveu uma autobiografia e procurou editar uma coletânea de versos, chamada Inspirações do claustro, publicada postumamente. Faleceu no dia 24 de junho de 1855, antes de completar 23 anos.

## Obra
Freire possuia uma percepção conservadora acerca de literatura, tendo se aproximado dos padrões do neoclassicismo português e concebido a poesia como "cadência medida e até certo ponto prosaica", segundo a Academia Brasileira de Letras. No prefácio das Inspirações do claustro, o poeta afirmou que seus versos, "segundo me parece, aspiram a casar-se com a prosa medida dos antigos", e Machado de Assis observou que eles, por conta disso, parecem "às vezes incorreto, às vezes duro".
Segundo a Academia Brasileira de Letras, a obra de Freire gira em torno do "erro de vocação que o levou ao claustro, seguido da crise moral e do conflito interior que o levaram a abandoná-lo", e os principais temas da sua poesia são "o horror ao celibato; o desejo reprimido que o pertubava e aguçava o sentimento de pecado; a revolta contra a regra, contra o mundo e contra si próprio; o remorso e, como consequência natural, a obsessão da morte".
Pela mão invisível da Providência fui arrojado há três anos para o coração do claustro. Por essa inclassificável ação, de que hoje me espanto, tive as bênçãos de uns e os escárnios de outros. [...] Pela mão invisível da Providência fui arrojado outra vez para o torvelinho da sociedade. Por isso tive a maldição de quase todos. [...] Hoje, entretanto, venho oferecer ao público o complemento de meus pensamentos durante meu triênio claustral. — Junqueira Freire, no prefácio de Inspirações do claustro.
Machado de Assis, comentando as Inspirações do claustro, observa que "a história de três anos de vida do convento" se resumem em dois poemas: Claustros, que representa "nada menos que a imagem ideada pelo poeta" da vida monástica; e Monge, que é "o anverso da medalha", "a decepção, o arrependimento, o remorso".
Corpo nem alma os mesmos me ficaram. 

Homem que fui não sou. Meu ser, meu todo 

Fugiu-me, esvaeceu-se, transformou-se. 

Vivo, mas acabei meu ser primeiro. 

......................................................... 

Dista, dista de mim minh'alma antiga.— Trecho do poema Monge, de Junqueira Freire, citado por Machado na sua crítica.

### Livros
- Inspirações do claustro (poesia), 1855 (póstumo)[8][9].
- Contradições poéticas (poesia), 1855 (póstumo)[10].
- Elementos de retórica nacional, 1869 (póstumo)[8].